# Swarm (videogioco)
Swarm è un videogioco d'azione a piattaforme per Xbox360 e PlayStation 3 pubblicato nel marzo 2011 e scaricabile tramite PlayStation Network e Xbox Live. Il gioco è stato sviluppato dalla Ignition Entertainment e prodotto da Hothead Games.

## Introduzione
Il gioco comincia mostrando un enorme blob blu che giunge su un pianeta devastato. Dopo essere atterrato, da un suo tentacolo emergono 50 swarmiti, piccole creature bipedi blu che si muovono assieme come uno sciame. Queste creature vanno alla ricerca di DNA con cui nutrire il blob, che crescendo assume anche lui la forma di uno swarmita.

## Modalità di gioco
Il giocatore deve muovere per i livelli lo stormo di swarmiti, raccogliendo i 5 frammenti di DNA sparsi in essi e collezionando il più alto numero possibile di punti.
Durante i livelli i diversi ostacoli da superare ridurranno drasticamente il numero degli swarmiti che formano lo sciame, causando il game over solo nel caso essi muoiano tutti. Fondamentale per il raggiungimento di un elevato punteggio è il sacrificio degli swarmiti, la cui morte contribuisce ad aumentare il moltiplicatore di punteggio.
Gli swarmiti possono spargersi, radunarsi o persino formare un'unica colonna per superare i diversi ostacoli e raccogliere più moltiplicatori di punteggio possibili.

## Accoglienza
La rivista Play Generation diede alla versione per PlayStation 3 un punteggio di 81/100, apprezzando le idee originali, i controlli intuitivi, l'elevato tasso di sfida e la buona rigiocabilità e come contro il sistema di salvataggio mal implementato e la poca varietà di situazioni, finendo per trovarlo un titolo unico, impegnativo e con un grande carisma, ma alla lunga poteva rivelarsi frustrante e ripetitivo.